# Hà Giang, Đông Hưng
Hà Giang là một xã thuộc huyện Đông Hưng, tỉnh Thái Bình, Việt Nam.
Tên của xã được ghép từ tên của hai xã cũ là Đông Hà và Đông Giang.

## Địa lý
Xã Hà Giang nằm ở phía đông huyện Đông Hưng, có vị trí địa lý:
- Phía đông giáp xã Đông Kinh
- Phía tây giáp xã Đông Các và xã Đông Động
- Phía nam giáp xã Đông Vinh
- Phía bắc giáp xã Đông La và xã Đông Xá.

Xã Hà Giang có diện tích 9,22 km², dân số năm 2019 là 9.167 người, mật độ dân số đạt 994 người/km².

## Lịch sử
Địa bàn xã Hà Giang hiện nay trước đây vốn là hai xã Đông Hà và Đông Giang thuộc huyện Đông Hưng.
Trước khi sáp nhập, xã Đông Hà có diện tích 5,30 km², dân số là 5.315 người, mật độ dân số đạt 1.003 người/km². Xã Đông Giang có diện tích 3,92 km², dân số là 3.852 người, mật độ dân số đạt 983 người/km².
Ngày 11 tháng 2 năm 2020, Ủy ban Thường vụ Quốc hội ban hành Nghị quyết số 892/NQ-UBTVQH14 về việc sắp xếp các đơn vị hành chính cấp xã thuộc tỉnh Thái Bình (nghị quyết có hiệu lực từ ngày 1 tháng 3 năm 2020). Theo đó, sáp nhập toàn bộ diện tích và dân số của hai xã Đông Hà và Đông Giang thành xã Hà Giang.